# Vĩnh Tân, Tuy Phong
Vĩnh Tân là một xã thuộc huyện Tuy Phong, tỉnh Bình Thuận, Việt Nam.
Xã Vĩnh Tân có diện tích 59,08 km², dân số năm 2013 là 5.438 người, mật độ dân số đạt 92 người/km².